# Myrkur
Myrkur – blackmetalowy projekt muzyczny, założony w 2013 roku w Nowym Jorku przez Dunkę Amalie Bruun.
12 września 2014 roku ukazał się pierwszy minialbum projektu Myrkur. Muzyka zespołu została zaprezentowana po raz pierwszy na żywo 4 lipca 2015 roku podczas Roskilde Festival w Danii. 21 sierpnia tego samego roku do sprzedaży trafił pierwszy album sudyjny – M. Nagrania zostały zarejestrowane w Oslo, we współpracy z producentem muzycznym Kristofferem "Garmem" Ryggiem, znanym z występów w zespole Ulver. W pracach nad płytą uczestniczyli także były członek Ulver – Håvard Jørgensen, który zagrał na gitarze akustycznej, perkusista Øyvind Myrvoll członek formacji Nidingr oraz Morten "Teloch" Iversen członek grupy Mayhem, który zarejestrował na płycie partie gitary elektrycznej i basowej.

## Dyskografia
Albumy studyjne
| Rok  | Dane dot. albumu                                                 | Najwyższa pozycja | Najwyższa pozycja | Sprzedaż     |
| Rok  | Dane dot. albumu                                                 | BEL (FL)          | BEL (WA)          | Sprzedaż     |
| ---- | ---------------------------------------------------------------- | ----------------- | ----------------- | ------------ |
| 2015 | M - Wydany: 21 sierpnia 2015 - Wytwórnia: Relapse Records        | 123               | 131               | - USA: 3100+ |
| 2017 | Mareridt - Wydany: 15 września 2017 - Wytwórnia: Relapse Records | 47                | –                 | –            |
| 2020 | Folkesange - Wydany: 20 marca 2020 - Wytwórnia: Relapse Records  | –                 | –                 | –            |

Minialbumy
| Rok  | Dane dot. albumu                                               | Sprzedaż     |
| ---- | -------------------------------------------------------------- | ------------ |
| 2014 | Myrkur - Wydany: 12 września 2014 - Wytwórnia: Relapse Records | - USA: 1000+ |
| 2018 | Juniper                                                        | –            |

Albumy koncertowe
| Rok  | Dane dot. albumu                                                  | Sprzedaż    |
| ---- | ----------------------------------------------------------------- | ----------- |
| 2016 | Mausoleum - Wydany: 19 sierpnia 2016 - Wytwórnia: Relapse Records | - USA: 600+ |

## Teledyski
| Tytuł          | Rok  | Reżyseria                      | Album  | Źródło |
| -------------- | ---- | ------------------------------ | ------ | ------ |
| "Nattens Barn" | 2014 | Will J. Løkken, Ryan Løkken    | Myrkur | [ 10 ] |
| "Onde Børn"    | 2015 | Cille Hannibal, Olivia Frølich | M      | [ 11 ] |

## Nagrody i wyróżnienia
| Rok  | Kategoria                       | Tytułem | Nagroda                         | Nota      | Źródło        |
| ---- | ------------------------------- | ------- | ------------------------------- | --------- | ------------- |
| 2015 | Årets Danske Hardrock-Udgivelse | M       | Gaffa Prisen                    | Laur      | [ 12 ] [ 13 ] |
| 2016 | Best Underground Band           | Myrkur  | Metal Hammer Golden Gods Awards | Nominacja | [ 14 ]        |